# الجيش الوطني السوري
الجيش الوطني السوري هو قوَّة عسكريَّة مما عُرف بالجيش السوري الحر، أعادت تركيا تنظيمها بعضه منذ 30 مايو 2017، هو هيكل المعارضة السورية المسلحة غير الرسمية المكونة أساسًا من الثوار العرب السوريين و‌تركمان سوريا العاملين في شمال سوريا، ومعظمهم جزء من عملية درع الفرات أو الجماعات النشطة في المنطقة، التي هي حليفة للمجموعات المشاركة في العملية. يتمثل الهدف العام للمجموعة في مساعدة تركيا في إنشاء «منطقة آمنة» في سوريا وإنشاء جيش وطني يعمل في الأراضي المكتسبة نتيجة لعملية درع الفرات/غرفة عمليات حوار كلس. وهم معارضون لقوات سوريا الديمقراطية (قسد) و‌تنظيم داعش و‌الجيش العربي السوري التابع للحكومة السورية، رغم أنهم لم يجروا حتى الآن سوى القليل من الاشتباكات ضد الجيش السوري. ويتمتع هذا الجيش بما يعادله في مجال إنفاذ القانون، وهي الشرطة الحرة التي تدعمها تركيا أيضًا على الرغم من أنها منفصلة عن الجيش المذكور.

## العلاقة مع تركيا

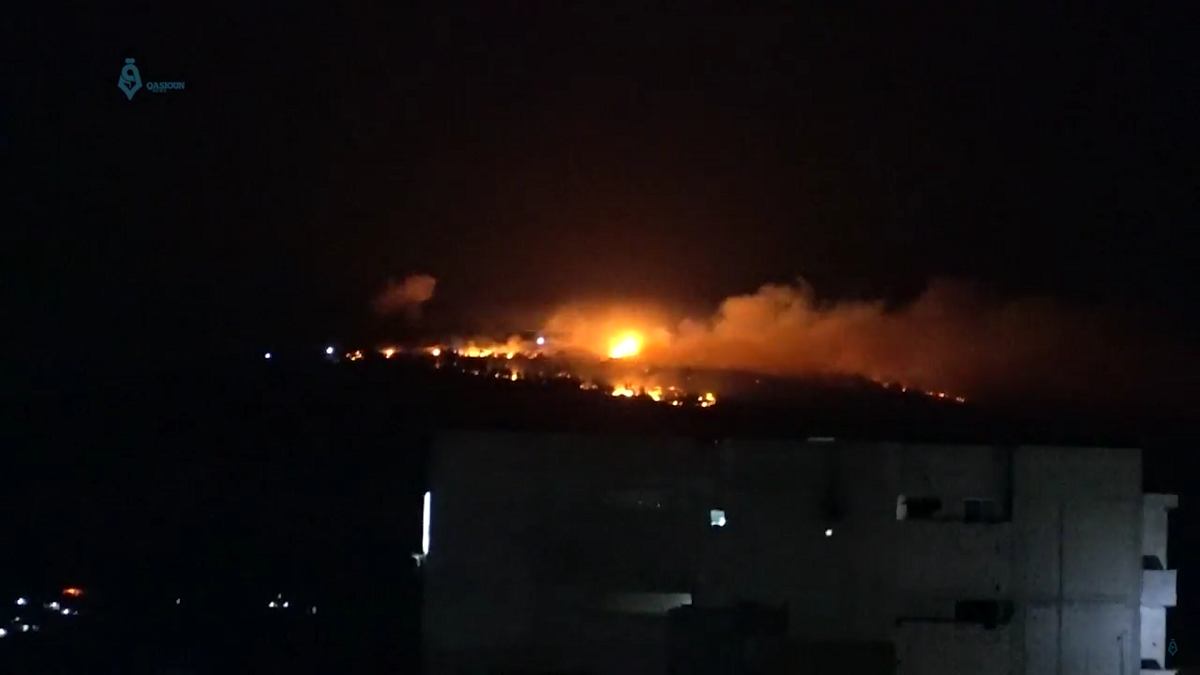
الجيش التركي يقصف قسد مستخدمًا المدفعية الثقيلة في ريف حلب الشمالي في يوليو 2017. غالبًا ما تدعم القوات المسلحة التركية بشكل مباشر الجيش الوطني السوري خلال العمليات العسكرية.

الجيش الوطني السوري هو العنصر الرئيسي غير القوات المسلحة التركية في عملية درع الفرات. وإلحاق صفة الحر بهذه القوَّة خاطئ، لأنه متميز عن الجيش السوري الحر؛ وتدفع الحكومة التركية أجورهم، وهم يعملون إلى جانب القوات المسلحة التركية، وهم عموما ليسوا محليين في المنطقة التي يعملون فيها. ولا صلة لتسلسل قيادتهم بالجيش السوري الحر. وقد عولجت في تركيا قوات الجيش السوري الحر التي تدعمها تركيا. كما أن الجيش الوطني السوري يميز أيضًا عن الجماعات الأخرى للجيش السوري الحر لأنه هاجم وحدات حماية الشعب ووحدات قوات سوريا الديمقراطية الأخرى، وهو ما لم يفعله الجيش السوري الحر عمومًا (إلى جانب المناوشات العرضية التي تحدث على الحدود الجنوبية لمنطقة عفرين مع الجماعات المتمركزة في إدلب)، بينما امتنعت عن مهاجمة الجيش العربي السوري، الخصم الرئيسي لمعظم جماعات الجيش السوري الحر.